# Дайтерс, Генрих
Генрих Дайтерс (нем. Heinrich Deiters; 5 сентября 1840, Мюнстер — 29 июля 1916, Дюссельдорф) — германский художник.

## Биография
С 1857 года обучался в Дюссельдорфской академии художеств на пейзажиста, где первоначально находился под сильным влиянием творчества Алекса Михелиса, хотя позже на него влияла в основном творческая манера братьев Ахенбахов. Дайтерс на протяжении своей жизни предпринимал длительные поездки в Голландию, Бельгию, Францию и южную Германию с целью поиска натурных пейзажей для своих картин. Во всех этих местностях он отыскал мотивы для своих многочисленных ландшафтных пейзажей, в которых чувствуется «интимное, поэтическое настроение с оживлённой окраской». Лучше всего, по мнению критиков XIX века, ему удавалось изобразить «обаяние вестфальских лесов».
Был председателем Общества немецкого искусства, Дюссельдорфского клуба художников и общества художников Malkasten, которое также располагалось в этом городе.
Его наиболее известные картины: «Ein westfälisches Dorf» (1864), «Nach dem Regen, Dordrecht» (1866), «Holländische Kanallandschaft, Amsterdam, westfälische Wassermühle» (1876), «Abend im Spätherbst» (1877, располагалась в музее Кёльна), «Am Waldbach» (1884, располагалась в Дрезденской галерее, «Winterabend» (1892) и «Waldkapelle» (1893).